# Beiting (köpinghuvudort i Kina, Xinjiang Uygur Zizhiqu, lat 44,06, long 89,21)
Beiting (kinesiska: 北庭, 北庭镇) är en köpinghuvudort i Kina. Den ligger i den autonoma regionen Xinjiang, i den nordvästra delen av landet, omkring 130 kilometer öster om regionhuvudstaden Ürümqi. Antalet invånare är 6 363. Befolkningen består av 2 818 kvinnor och 3 545 män. Barn under 15 år utgör 10,0 %, vuxna 15-64 år 75 %, och äldre över 65 år 13,0 %.
Runt Beiting är det glesbefolkat, med 15 invånare per kvadratkilometer. Närmaste större samhälle är Qingyanghu, 19,6 km väster om Beiting. Trakten runt Beiting består i huvudsak av gräsmarker.
Genomsnittlig årsnederbörd är 228 millimeter. Den regnigaste månaden är juni, med i genomsnitt 32 mm nederbörd, och den torraste är januari, med 9 mm nederbörd.